# Tommaso Parodi
Tommaso Parodi (Bari, 11 gennaio 1886 – Trani, 30 giugno 1914) è stato un critico letterario italiano.

## Biografia
Nacque a Bari da genitori genovesi. Nel 1909 si laureò in lettere all'università di Roma. Per alcuni anni insegnò nelle scuole secondarie di Bari, fu poi collaboratore letterario della casa editrice Laterza. Tale attività gli permise di conoscere Benedetto Croce, col quale intrattenne anche rapporti epistolari dal 1910.
Fin da giovanissimo, Parodi collaborò a vari periodici di letteratura, filosofia e storia, come «La Cultura» di Ruggiero Bonghi e «La Voce» di Giuseppe Prezzolini. 
Croce fu il primo ad apprezzarne l'acume critico e la vasta cultura, tanto da raccogliere e curare la pubblicazione postuma dei suoi brevi saggi nel volume che intitolò Poesia e letteratura: conquista d'anime e studi di critica. Due anni dopo la morte prematura del Parodi avvenuta nel 1914, l'opera fu pubblicata da Laterza nel 1916. La raccolta comprende studi su Teofilo Folengo, Niccolò Machiavelli, Matteo Bandello, Giordano Bruno, Pietro Aretino, Giuseppe Giusti, Benvenuto Cellini, Michelangelo Buonarroti. 
Nel 1939, Franco Antonicelli curò per la casa editrice Einaudi una seconda raccolta di saggi di Tommaso Parodi, col titolo Giosuè Carducci e la letteratura della nuova Italia. Oltre all'ampio studio su «La poesia di Giosuè Carducci», questo volume comprende altri saggi sulla poesia dopo Carducci, sulle liriche di Sergio Corazzini, sulla «Filosofia nella cultura contemporanea».
Appena ventottenne, la morte lo strappò ai suoi affetti e ai suoi studi, dopo averlo debilitato nel fisico. Al punto, da gettarlo nell'amarezza di questa confessione:
«Il compito che innanzi mi si para resta oggi privo di ogni possibilità d'attuazione, oggi che in lenta crisi la mia anima e la mia persona langue esausta e ch'è per strapparmisi ahimè la vita, in questa vigilia d'abbandono». 

## Opere
- Poesia e letteratura - Conquista di anime e studi di critica, a cura di Benedetto Croce, Bari, Laterza, 1916.
- Giosuè Carducci e la letteratura della nuova Italia, a cura di Franco Antonicelli, Torino, Einaudi, 1939.